# 川沙城墙
川沙城墙，位于中国上海市浦东新区川沙新镇，始建于明嘉靖三十六年（1557年），1925年拆除。现存东南墙段约70米左右，位于新川路171号观澜小学（城厢小学）附近。
川沙城墙设有4座城门，分别为镇海门（东门）、迎瑞门（南门）、太平门（西门）、拱极门（北门）。现存的东南墙段建有魁星阁、岳碑亭等。

## 历史
明嘉靖三十六年（1557年），为抗击倭寇，九月开始建造城墙，十一月竣工。明万历二十一年（1593年），城门因大雨损毁，王潭之孙王乾昌捐修城墙。1925年，政府下令拆除城墙，仅留东南城角一段。2011年，由东南墙段及周边组成的古城墙公园建成开放。